# ジヨードフェニルピルビン酸デヒドロゲナーゼ
ジヨードフェニルピルビン酸デヒドロゲナーゼ（diiodophenylpyruvate reductase）は、次の化学反応を触媒する酸化還元酵素である。
すなわち、この酵素の基質は3-(3,5-ジヨード-4-ヒドロキシフェニル)乳酸とNAD+、生成物は3-(3,5-ジヨード-4-ヒドロキシフェニル)ピルビン酸とNADHとH+である。
組織名は3-(3,5-diiodo-4-hydroxyphenyl)lactate:NAD+ oxidoreductaseで、別名にaromatic α-keto acid, KAR, 2-oxo acid reductaseがある。